# Coup d'État de 2008 en Mauritanie

Localisation de la Mauritanie

Le coup d’État du 6 août 2008 en Mauritanie, fait suite à des changements à la tête de l’armée, de la gendarmerie et de la garde nationale. 

## Évènements

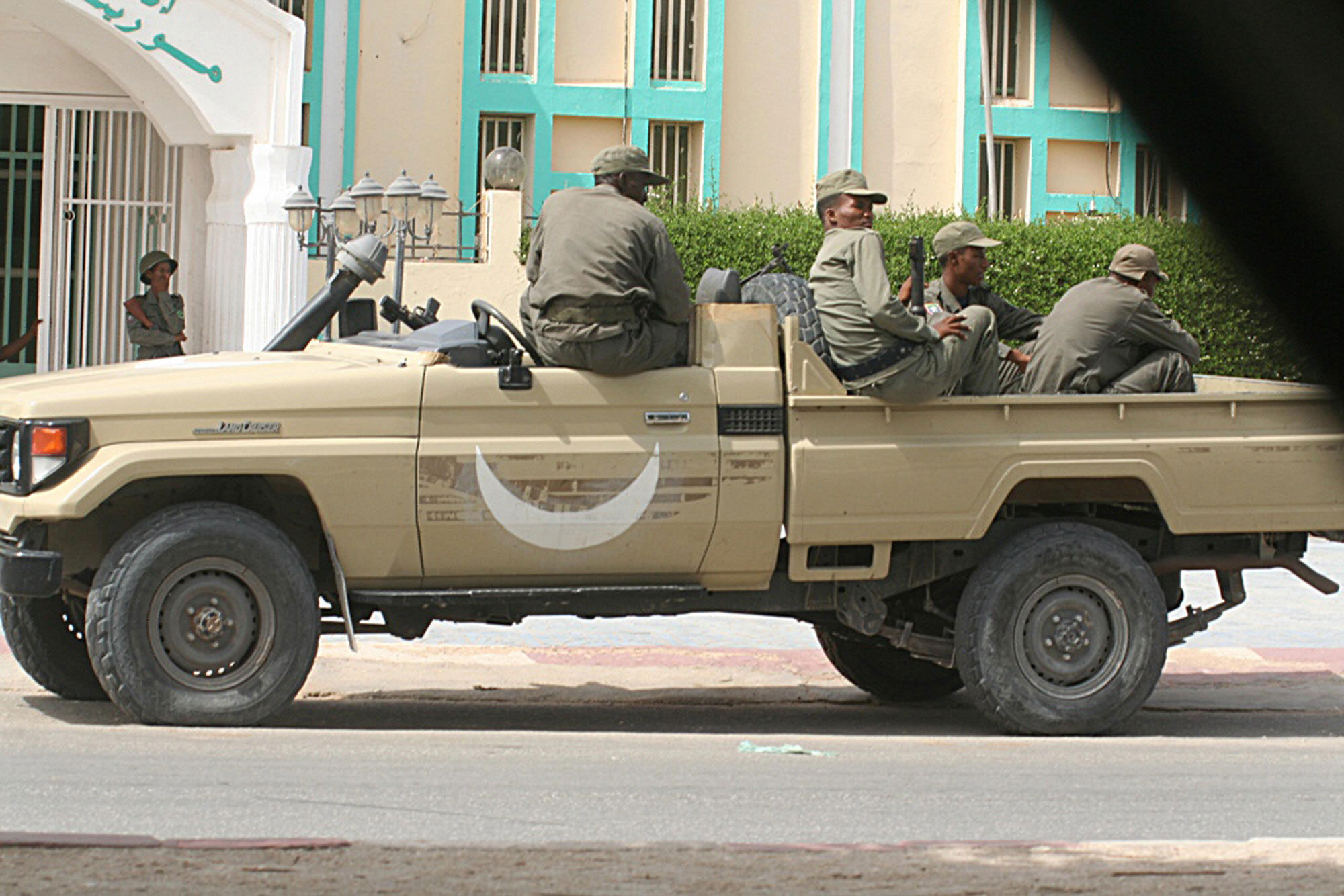
Nouakchott : soldats mauritaniens après le coup d'État (7 août 2008)

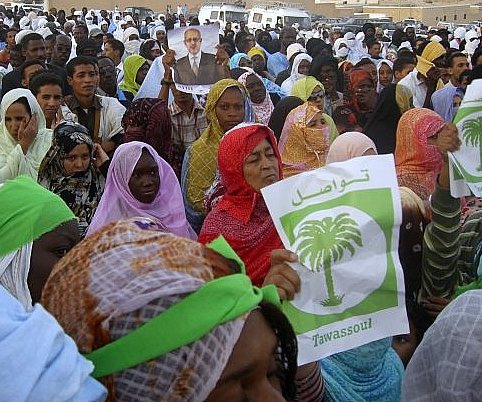
Manifestation du FNDD à Nouadhibou (21 août 2008)

Selon un décret du 6 août sur la radio nationale, le colonel Abdarrahmane Ould Boubacar a été nommé chef d’état-major de l’armée et le colonel Mohamed Ahmed Ould Ismail chef d’état-major particulier du président mauritanien. Ils remplacent respectivement les généraux Mohamed Ould Ghazouani et Mohamed Ould Abdel Aziz, deux membres du conseil militaire de transition (CMJD) qui avaient conduit de 2005 à 2007 la transition dans le pays. 
Les deux généraux limogés ont alors fait un coup d'État, arrêtant le président mauritanien Sidi Ould Cheikh Abdallahi, le Premier ministre Yahya Ould Ahmed El Waghef et le ministre de l’Intérieur.
Le chef de l’État, premier président démocratiquement élu (en mars 2007) depuis l’indépendance du pays en 1960, a été emmené dans un lieu inconnu, et le chef du gouvernement dans une caserne près de la présidence, selon des sources militaires.
La radio et la télévision nationale ont cessé d’émettre. L'aéroport de Nouakchott a été fermé le 6 août et a rouvert le lendemain, jeudi 7 août.
Les putschistes, organisés en conseil d’État, dirigé par le général Mohamed Ould Abdel Aziz, annulent les dernières nominations au sein de l’armée décidées par le président Sidi Ould Cheikh Abdallahi. La junte promet des élections présidentielles libres et transparentes dans une période qui sera la plus courte possible, selon un communiqué lu à la radio nationale.

## Réactions à l'international
La communauté internationale n'a pas vu d'un bon œil ce coup d'état. Le secrétaire général de l'ONU, Ban Ki-moon a exprimé son désaccord quant aux évènements qui ont marqué ce passage de pouvoir forcé. L'Union africaine, la Commission européenne et la présidence du Conseil de l'Union européenne (France) ont également condamné le putsch. Aux États-Unis, la secrétaire d'État Condoleezza Rice a dénoncé le coup d'État et demandé la libération du président Abdallahi et du premier ministre.